# Namco Museum
Namco Museum (ナムコミュージアム, Namuko Myūjiamu) és una sèrie de compilacions de videojocs publicats per Namco per a diverses consoles alliberades durant la 5a generació i posterior, que conté alliberaments principalment de les seves màquines recreatives des de finals dels anys setanta, vuitanta i principis dels noranta. Namco va començar a publicar compilacions amb el Namco Museum el 1995, i va continuar fins al 2018.
El títol de Namco Museum va ser utilitzat originalment en els anys vuitanta com el nom d'una botiga al detall que venia productes de les franquícies de Namco. La sèrie de videojocs va començar el 1995 amb la PlayStation amb el nom provisional de Namco Museum Volume 1, indicant la intenció de Namco de fer nous lliuraments de la sèrie. La sèrie va funcionar fins al volum 5 a la PlayStation, que abastava diversos jocs de finals de la dècada de 1980, abans de passar a la Nintendo 64, la majoria de la 6a i 7a generació de consoles, Windows PC, Nintendo Switch, i una consola portàtil dedicada.
Al 2018, un disc fonogràfic en edició limitada amb títol Namco Museum amb música i efectes de so de diversos jocs d'arcade de Namco es va vendre a ThinkGeek.

## Namco Museum(PlayStation, 1995–1998)
Hi ha sis volums diferents disponibles per a PlayStation, incloent-hi un (Namco Museum Encore) que va ser llançat només al Japó. Quan Namco va donar a conèixer el Volum 5 a la PlayStation Expo de novembre de 1996, es va anunciar que seria el volum final de la sèrie, d'aquí el títol del sisè volum, "Encore". Cada volum té cinc o set jocs. El mitjà pel qual Namco va recrear els jocs per al maquinari de PlayStation no és clar; Jeff Vavasour (creador de nombrosos emuladors), inclòs el que s'utilitza a Arcade's Greatest Hits: The Atari Collection 1) va dir que els executables en els CDs contenien part de les dades dels jocs originals, però cap amb el codi font original, que recolza la teoria que els jocs són realment recompilacions a nivell d'objecte. Alguns dels jocs, com ara Galaga i Pac-Man, permeten un mode de pantalla alternatiu per compensar la manca de monitor vertical, mitjançant el qual el marcador està situat a l'esquerra de la pantalla, o gira la imatge de 90 graus si l'usuari té un monitor vertical o està disposat a arriscar-se a col·locar el televisor / monitor al seu costat.
Els sistemes de control de cadascun dels jocs estaven ben conservats. Tanmateix, ja que el controlador analògic de la PlayStation no estava disponible en aquest moment, el control analògic de Pole Position i Pole Position II només és compatible amb aquestes compilacions pel controlador neGcon de Namco.
Cada paquet tenia un mode museu on el jugador podia caminar a través d'un museu virtual que conté diverses curiositats al voltant dels jocs, incloent imatges de les plaques base, material de màrketing i obra conceptual. A Namco Museum Encore, el mode de museu es simplifica a una pantalla de selecció amb "Informació", "Targeta de memòria" i set jocs en lloc de passejar-se pel museu, i es mostraran les exposicions seleccionant el joc corresponent. Tot el material prové de les versions japoneses, ja que cap dels volums no conté cap material americà. Per aquesta raó, els propis jocs es basen en les versions japoneses, encara que per als Estats Units, els jocs mantenen els canvis nord-americans. Per exemple, Pac-Man segueix sent "Pac-Man" i no "Puckman", mentre que els fantasmes encara tenen els seus noms americans.
Hi ha un problema a Namco Museum Volume 2 que impedeix que Dragon Buster mostri la puntuació adequada, mostrant 10.000 en tot moment. La puntuació màxima real es mostra al llibre de registre, però no al joc.
Dues versions úniques de The Tower of Druaga també s'han amagat en aquest volum: un anomenat Another Tower, i l'altra anomenada Darkness Tower. Totes dues són més difícils que les originals i requereixen diferents mètodes per completar el joc.
| Volum                                                                  | Data de llançament     | Data de llançament     | Data de llançament     | Jocs inclosos         | Jocs inclosos               | Jocs inclosos          | Jocs inclosos          | Jocs inclosos               | Jocs inclosos              | Jocs inclosos       |
| Volum                                                                  | Japó                   | Amèrica del Nord       | Europa                 | Jocs inclosos         | Jocs inclosos               | Jocs inclosos          | Jocs inclosos          | Jocs inclosos               | Jocs inclosos              | Jocs inclosos       |
| ---------------------------------------------------------------------- | ---------------------- | ---------------------- | ---------------------- | --------------------- | --------------------------- | ---------------------- | ---------------------- | --------------------------- | -------------------------- | ------------------- |
| Namco Museum Volume 1                                                  | 22 de novembre de 1995 | 31 de juliol de 1996   | 17 d'agost de 1996     | Pac-Man (1980)        | Rally-X (1980)              | New Rally-X (1981)     | Galaga (1981)          | Bosconian (1981)            | Pole Position (1982)       | Toy Pop (1986)      |
| Namco Museum Volume 2                                                  | 9 de febrer de 1996    | 30 de setembre de 1996 | 22 de novembre de 1996 | Cutie Q (1979)        | Xevious (1982)              | Mappy (1983)           | Gaplus (1984)          | Grobda (1984)               | Dragon Buster (1985)       | Bomb Bee (1979)     |
| Namco Museum Volume 3                                                  | 21 de juny de 1996     | 31 de gener de 1997    | 12 de febrer de 1997   | Galaxian (1979)       | Ms. Pac-Man (1981)          | Dig Dug (1982)         | Phozon (1983)          | Pole Position II (1983)     | The Tower of Druaga (1984) | N/D                 |
| Namco Museum Volume 4                                                  | 8 de novembre de 1996  | 30 de juny de 1997     | 18 d'agost de 1997     | Pac-Land (1984)       | The Return of Ishtar (1986) | Genpei Tōma Den (1986) | Ordyne (1988)          | Assault (1988)              | Assault Plus (1988)        | N/D                 |
| Namco Museum Volume 5                                                  | 28 de febrer de 1997   | 26 de novembre de 1997 | 26 de febrer de 1998   | Metro-Cross (1985)    | Baraduke (1985)             | Dragon Spirit (1987)   | Pac-Mania (1987)       | Valkyrie no Densetsu (1989) | N/D                        | N/D                 |
| Namco Museum Encore                                                    | 30 d'octubre de 1997   | N/D                    | N/D                    | King & Balloon (1980) | Motos (1985)                | Sky Kid (1985)         | Rolling Thunder (1986) | Wonder Momo (1987)          | Rompers (1989)             | Dragon Saber (1990) |
| indica un joc ocult. A més, Bomb Bee no està disponible fora del Japó. |                        |                        |                        |                       |                             |                        |                        |                             |                            |                     |

1. ↑  En llançaments fora del Japó, Super Pac-Man (1982) substitueix a Cutie Q, encara que el codi de joc de Cutie Q es pot trobar al llançament nord-americà.

### PlayStation Store
Els sis volums es van afegir al PlayStation Store japonès com a PSOne Classics. Volums 1 al 4 van ser alliberats l'11 de desembre de 2013, mentre que Volum 5 i Encore van ser llançats el 18 de desembre de 2013. El 30 de setembre de 2014 es van afegir les cinc entregues numerades a la PlayStation Store nord-americana.

## Namco Museum (1999–actualitat)
Els museus virtuals estan absents en tots aquests jocs tot i mantenir el títol de "Namco Museum". En canvi, les compilacions contenen menús regulars.

### Namco Museum 64(N64) iNamco Museum(DC, GBA)
Namco Museum 64 per la Nintendo 64 i Namco Museum per la Dreamcast i Game Boy Advance són les primeres compilacions de la sèrie que ometen un museu virtual. La versió GBA va ser llançada a tot el món, mentre que altres versions eren exclusives d'Amèrica del Nord, i va ser un títol de llançament per al sistema a l'Amèrica del Nord. Els jocs següents, que apareixen originalment a Namco Museum Volume 1 i Namco Museum Volume 3 per a la PlayStation, estan inclosos:
- Pac-Man (1980, no apareix a la versió de GBA)
- Ms. Pac-Man (1982)
- Galaga (1981)
- Galaxian (1979)
- Pole Position (1982)
- Dig Dug (1982)

La versió GBA no es conserven les punt (videojocs)puntuacions quan està apagat, el que també passa amb Pac-Man Collection. A la Wii U Virtual Console, no obstant això, la funció de Punt de restauració guarda puntuacions per als dos jocs. La versió N64 requereix un Controller Pak amb vuit pàgines lliures i una ranura gratuïta per guardar puntuacions i configuracions. La versió de Dreamcast requereix una VMU amb vuit blocs lliures per guardar el progrés, alhora que ofereix un mini-joc exclusiu per al VMU titulat Pac-It, amb una jugabilitat similar a Kaboom! i Fast Food.
Namco Museum 64 va rebre una qualificació mitjana del 73,43% a GameRankings, mentre que Namco Museum va rebre el 72,08% del Game Boy Advance i 56.63% a Dreamcast. IGN va ser el menys impressionat entre els crítics de Namco Museum 64, donant al joc un mediocre 5,5 sobre 10 en general, trobant la característica del joc "Start Up Mode" innecessari i especialment crític amb el desplaçament de la pantalla de Dig Dug. IGN va concloure: "No el recomanaria per a un lloguer perquè no hi ha res nou per provar."
En els Estats Units, Namco Museum per a Game Boy Advance va vendre 2,4 milions de còpies i va obtenir 37 milions de dòlars a l'agost de 2006. Durant el període comprès entre gener de 2000 i agost de 2006, va ser el tercer joc més venut per a consoles portàtils en aquest país.

### Namco Museum(PlayStation 2, Xbox, Nintendo GameCube)
Aquesta versió marca la primera vegada que es va publicar una entrega per a PlayStation 2, Xbox, i Nintendo GameCube. Va ser llançat el 2001 per a PlayStation 2, seguit de Xbox i Nintendo GameCube el 2002.
La col·lecció d'aquestes consoles inclou tots els jocs de Namco Museum 64 i Namco Museum per a Dreamcast més:
- Pac-Man Arrangement (1996)
- Galaga Arrangement (1995)
- Dig Dug Arrangement (1996)
- Pac-Attack (1993) – joc ocult; desbloquejat marcant 25.000 (o 20.000 en la versió de GameCube) a Pac-Man
- Pac-Mania (1987) – joc ocult; desbloquejat marcant 20.000 (o 15.000 en la versió de GameCube) a Ms. Pac-Man
- Pole Position II (1983)

Aquesta edició de Namco Museum és la primera col·lecció de la sèrie que inclou un joc originat en consoles domèstiques (Pac-Attack, originalment publicat a Genesis i Super NES i també anteriorment inclòs a Namco Anthology Vol. 2 de només al Japó, i Pac-Man Collection). La versió de Pac-Attack vista aquí també s'assembla a la versió de Genesis, a diferència de la versió de SNES. Això es distingeix per la música, que sona com la música de la versió de Genesis del joc.
Els jocs "Arrangement" a la col·lecció eren originalment als arcades de Namco Classic Collection Vol. 1 i Vol. 2. El to de la música de Pac-Man Arrangement i Dig Dug Arrangement es va canviar lleugerament de l'original: és més agut que a les versions arcade. Aquesta compilació va ser llançada només a l'Amèrica del Nord en les tres consoles en què va ser llançada.

### Namco Museum Battle Collection
Aquest títol es va publicar a la PlayStation Portable el 2005. Conté més de vint jocs de Namco com el Pac-Man (1980) i Galaga (1981). A més, noves variants "Arrangement" estan disponibles per a Pac-Man, Galaga, New Rally-X (1981) i Dig Dug (1982), que han actualitzat la jugabilitat, els gràfics i es poden reproduir en un mode competició o cooperatiu amb la funció ad hoc de PSP. Game Sharing, una característica que encara no s'havia utilitzat a la PSP, es va introduir en aquest joc. Això va permetre a altres PSP de la zona descarregar els primers nivells d'alguns dels jocs.
Els jocs "Arrangement" d'aquesta recopilació no són els mateixos que els arcades de Namco Classic Collection Vol. 1 i Vol. 2. Són jocs totalment nous dissenyats per aprofitar el maquinari i les funcions del PSP.
La versió japonesa es divideix en dos volums, i el segon conté tres jocs addicionals: Dragon Spirit, Motos Arrangement i Pac-Man Arrangement Plus.

### Namco Museum 50th Anniversary
Una edició especial que marca la fundació de Namco com a empresa de fabricació de joguines el 1955. Va ser la segona recopilació de Namco Museum  que va ser publicat per a PlayStation 2, Xbox i Nintendo GameCube. La versió de Game Boy Advance va ser també la segona recopilació de Namco Museum per la GBA. També es va publicar per a PC. Al Japó, es va publicar sota el títol Namco Museum Arcade Hits! només per a PlayStation 2, amb Pac-Mania i Galaga '88 desbloquejat des del principi i música de menú diferent.
Aquesta recopilació inclou 16 jocs, excepte per la Game Boy Advance, que només n'inclou cinc:
- Pac-Man  (1980)
- Ms. Pac-Man  (1981)
- Galaga  (1981)
- Galaxian (1979)
- Dig Dug  (1982)
- Pole Position (1982)
- Pole Position II (1983)
- Rolling Thunder (1986)
- Rally-X  (1980)
- Bosconian (1981)
- Dragon Spirit (1987)
- Sky Kid (1985)
- Xevious (1982)
- Mappy (1983)
- Pac-Mania (1987) – desbloquejable, requereix una puntuació de 15.000 a Pac-Man i 20.000 a Ms. Pac-Man per desbloquejar.
- Galaga '88 (1987) – desbloquejable, requereix una puntuació de 40.000 a Galaga per desbloquejar.

 indica els cinc jocs inclosos a la versió de Game Boy Advance. Aquesta versió és similar al Namco Museum original per a aquesta consola, que també inclou cinc jocs i cap capacitat per desar la partida. 50th Anniversary substitueix Galaxian i Pole Position amb Pac-Man i Rally-X.
Aquesta col·lecció, a excepció de la versió reduïda de GBA, inclou cinc cançons dels anys vuitanta:
- "Come On Eileen" per Dexys Midnight Runners
- "Working for the Weekend" per Loverboy
- "She Drives Me Crazy" per Fine Young Cannibals
- "Talking in Your Sleep" per The Romantics
- "Joystick" per Dazz Band

Aquesta és la primera edició de Namco Museum amb emulació de joc arcade actual utilitzant les imatges ROM dels jocs originals (tot i que la veu que sona a "Rolling Thunder", sons per als jocs de "Pole Position" i "Xevious" s'emmagatzemen en fitxers .wav). A més, la versió de GameCube permet al jugador inserir un nombre limitat de crèdits, uns 5 o 6, en prémer repetidament el botó Z quan el joc comença primer, però els jugadors només poden sortir al menú principal durant el joc. Les versions de PS2, Xbox i PC permeten al jugador sortir d'un joc en qualsevol moment, però es pot ometre crèdits. Per a Dragon Spirit, Pac-Mania i Galaga '88, les funcions de continuïtat de les versions arcade originals només s'han conservat a la versió PC de Windows de la col·lecció.
La versió de Windows es va rebre negativament a causa de la protecció de StarForce i, de manera retrospectiva, la manca de suport per a Windows 7 i superior.
La versió nord-americana de PS2 del joc es va llançar immediatament com a Greatest Hits, sense còpies d'etiquetes negres existents.

### Namco Museum DS
Una edició del Namco Museum per la Nintendo DS va ser llançat a finals de 2007.
La targeta del joc DS inclou 10 jocs:
- Pac-Man (1980)
- Galaga  (1981)
- Xevious (1982)
- Galaxian (1979)
- Mappy (1983)
- The Tower of Druaga (1984)
- Dig Dug II (1985)
- Un remake de Pac-Man Vs. – un joc multijugador prèviament només disponible per a GameCube.

Super Xevious i la versió antiga de Dig Dug II són jocs ocults que s'han de trobar navegant pels menús de Xevious i Dig Dug II respectivament.
Aquest joc també permet accedir a cadascun dels interruptors DIP del joc, però falten algunes opcions exclusives de les arcades com "Rack-Test" a Pac-Man. Va ser reeditat com a part d'un paquet de "Dual Pack" amb la versió de DS de Pac-Man World 3 a l'Amèrica del Nord el 30 d'octubre de 2012.

### Namco Museum Remix
Aquest joc va ser llançat el 23 d'octubre de 2007 per a Wii.
Aquesta compilació té les versions arcade originals de:
- Cutie Q (1979)
- Dig Dug (1982)
- Galaxian (1979)
- Gaplus (1984)
- Mappy (1983)
- Pac & Pal (1983)
- Pac-Mania (1987)
- Super Pac-Man (1982)
- Xevious (1982)

També té versions "Remix" de certs jocs:
- Pac 'n Roll Remix
- Galaga Remix
- Pac-Motos
- Rally-X Remix
- Gator Panic Remix

Quan es juga en multijugador, s'utilitzen els Miis. Galaga Remix en aquesta compilació no és el mateix que l'aplicació d'iOS Galaga Remix.

### Namco Museum Virtual Arcade
Aquesta col·lecció va ser publicada per la Xbox 360 el 4 de novembre de 2008 a l'Amèrica del Nord, el 15 de maig de 2009 a Europa, el 3 de juny de 2009 a Austràlia i el 5 de novembre de 2009 al Japó. Namco Museum Virtual Arcade està format per dos conjunts de jocs. El primer és Xbox Live Arcade, que inclou nou jocs de Xbox Live Arcade. Aquests són idèntics a les versions digitals d'Xbox Live Arcade però estan presents al disc de joc. Aquests jocs es poden seleccionar al menú de la compilació o, només quan el disc de joc es troba a la consola, accedint directament des del menú de l'Xbox Live Arcade. El següent conjunt és Museum que, també inclou jocs Museum, tot i que aquests són els accessibles directament des del disc, però no s'obtenen amb fites ni jocs en línia. Namco Museum Virtual Arcade és el primer joc de Namco Museum en incloure Sky Kid Deluxe (1986), mentre que tots els altres ja estaven o estaven disponibles a les consoles. En comú amb altres llançaments de discos que inclouen el contingut complet de jocs en disc de Xbox Live Arcade (com Xbox Live Arcade Unplugged per exemple), no es permet l'instal·lació del disc del joc al disc dur de l'Xbox 360.
Xbox Live Arcade Games
- Dig Dug (1982)
- Galaga (1981)
- Galaga Legions (2008)
- Mr. Driller Online (2008)
- Ms. Pac-Man (1982)
- New Rally-X (1981)
- Pac-Man (1980)
- Pac-Man Championship Edition (2007)
- Xevious (1982)

Museum Games
- Baraduke (1985)
- Bosconian (1981)
- Dig Dug II (1985)
- Dragon Buster (1985)
- Dragon Spirit (1987)
- Galaga '88 (1987)
- Galaxian (1979)
- Grobda (1984)
- King & Balloon (1980)
- Mappy (1983)
- Metro-Cross (1985)
- Motos (1985)
- Pac & Pal (1983)
- Pac-Mania (1987)
- Pole Position (1982)
- Pole Position II (1983)
- Rally-X (1980)
- Rolling Thunder (1986)
- Sky Kid (1985)
- Sky Kid Deluxe (1986)
- Super Pac-Man (1982)
- The Tower of Druaga (1984)

Arrangement Games
- Dig Dug Arrangement (2005)
- Galaga Arrangement (2005)
- Pac-Man Arrangement (2005)

Els jocs Arrangement es col·loquen al mateix menú que els jocs Museum, i són els mateixos de Namco Museum Battle Collection per la PSP, tot i que New Rally-X Arrangement no està inclòs en aquesta col·lecció. A més, en tots els jocs no apareixen aquí els modes originals de 2 jugadors de les versions arcade originals (si s'escau); tots els jocs només són un jugador. Els jocs de Xbox Live Arcade no tenen multijugador, llevat del mode en línia de Mr. Driller Online. Els jocs de Xbox Live Arcade només es poden reproduir quan el disc està dins del sistema. Els jocs han de ser descarregats des del mercat de Xbox Live per obtenir els seus preus habituals per tal que es conservin els jocs a la biblioteca de jocs del sistema.
Rebuda: La compilació va rebre ressenyes diverses, la col·lecció va ser elogiada per la seva inclusió de jocs XBLA, però es critica durament per la seva presentació decebedora i per la manca de funcions addicionals.
The Tower of Druaga en aquesta compilació es troben problemes tècnics que no es troben en cap altra versió del joc, resultant en nombroses crítiques negatives dels consumidors japonesos.

### Namco Museum Essentials
Namco Bandai va publicar una versió descargable de Namco Museum al PlayStation Store japonès amb el nom Namco Museum.comm el 29 de gener de 2009 – el ".comm" es creu que suposa una comunicació. Després van llançar la versió descargable de Namco Museum a l'Amèrica del Nord el 16 de juliol de 2009, i a Europa i Austràlia l'1 d'abril de 2010, sota el nom Namco Museum Essentials.
Inclou:
- Pac-Man (1980)
- Galaga (1981)
- Dig Dug (1982)
- Xevious (1982)
- Dragon Spirit (1987)
- Xevious Resurrection (2009) – un nou joc de la sèrie Xevious

PlayStation Home incloïa un espai virtual d'arcade amb versions de mostra dels jocs.
La PlayStation Store també té una versió de prova gratuïta que només inclou el primer en els pocs nivells de:
- Pac-Man
- Galaga
- Dig Dug
- Xevious

Tant la demo com la versió completa van ser eliminades de la PlayStation Store el 15 de març de 2018.

### Namco Museum Megamix
Una versió actualitzada de Namco Museum Remix per la Wii es va llançar el 16 de novembre del 2010 només a l'Amèrica del Nord. Afegeix jocs arcade addicionals i un joc "Remix" addicional. Afegeix una funció de selecció de nivell a tots els jocs d'arcade excepte Cutie Q.
Arcade Games
- Bosconian (1981)
- Cutie Q (1979)
- Dig Dug (1982)
- Dig Dug II (1985)
- Galaga (1981)
- Galaxian (1979)
- Gaplus (1984)
- Grobda (1984)
- King & Balloon (1980)
- Mappy (1983)
- Motos (1985)
- New Rally-X (1981)
- Pac & Pal (1983)
- Pac-Man (1980)
- Pac-Mania (1987)
- Rally-X (1980)
- Super Pac-Man (1982)
- Xevious (1982)

Remix Games
- Grobda Remix (2010)
- Pac-Motos (2007)
- Pac 'n Roll Remix (2007)
- Galaga Remix (2007) (completament diferent de l'aplicació iOS Galaga Remix)
- Rally-X Remix (2007)
- Gator Panic Remix (2007)

### Namco Museum(Nintendo Switch)
Simplement titulat Namco Museum, va ser desenvolupat per la Nintendo Switch i publicat el 28 de juliol de 2017 a Nintendo eShop. Com Namco Museum DS, el joc inclou un remake de Pac-Man Vs.. Conté els següents jocs:
- Pac-Man (1980)
- Galaga (1981)
- Dig Dug (1982)
- The Tower of Druaga (1984)
- Sky Kid (1985)
- Rolling Thunder (1986)
- Galaga '88 (1987)
- Splatterhouse (1988)
- Rolling Thunder 2 (1990)
- Tank Force (1991)
- Pac-Man Vs. (2003)

A causa de la naturalesa violenta de Splatterhouse, aquest és el primer Namco Museum per ser qualificat T per a Teen (adolescent) per part de l'Entertainment Software Rating Board. Un llançament en forma de paquet amb Pac-Man Championship Edition 2 Plus, amb títol Namco Museum Arcade Pac, va ser llançat el 28 de setembre de 2018.

### Namco Museum Mini Player
Namco Museum Mini Player és una consola portàtil dedicada en forma de miniatura com un gabinet arcade desenvolupat per My Arcade que inclou 20 jocs de Namco i serà llançat per Bandai Namco Entertainment el 24 de juny de 2019. Tot i que inclou alguns jocs que es van originar a les consoles domèstiques, els jocs inclosos que es van originar als arcades es basen en les seves versions arcade originals. Els jocs inclosos són:
- Battle City (1985)
- Dig Dug (1982)
- Dig Dug II (1985)
- Dragon Spirit (1987)
- Galaga (1981)
- Galaxian (1979)
- Mappy (1983)
- Pac-Attack (1993)
- Pac-Man (1980)
- Pac-Mania (1987)
- Pac-Man 2: The New Adventures (1994)
- Phelios (1988)
- Rolling Thunder (1986)
- Rolling Thunder 2 (1990)
- Rolling Thunder 3 (1993)
- Sky Kid (1985)
- Splatterhouse (1988)
- Splatterhouse 2 (1992)
- The Tower of Druaga (1984)
- Xevious (1982)

### Namco Museum Collection
Namco Museum Collection és una propera sèrie de compilacions de videojocs Evercade.

## Rebuda
| Videojoc                       | GameRankings                                                    | Metacritic                                  |
| ------------------------------ | --------------------------------------------------------------- | ------------------------------------------- |
| Volume 1                       | 74.33%                                                          | N/A                                         |
| Volume 2                       | 65.50%                                                          | N/A                                         |
| Volume 3                       | 66.20%                                                          | N/A                                         |
| Volume 4                       | 57.00%                                                          | N/A                                         |
| Volume 5                       | 55.00%                                                          | N/A                                         |
| Namco Museum Namco Museum 64   | (N64) 73.43% (DC) 56.63% (GBA) 72.08%                           | (GBA) 79                                    |
| Namco Museum                   | (Xbox) 63.57% (GC) 69.29% (PS2) 72.95%                          | (Xbox) 59 (GC) 62 (PS2) 72                  |
| Namco Museum Battle Collection | 74.02%                                                          | 73                                          |
| Namco Museum: 50th Anniversary | (Xbox) 64.05% (GC) 63.43% (PS2) 59.85% (GBA) 60.19% (PC) 48.00% | (Xbox) 62 (GC) 60 (PS2) 61 (GBA) 60 (PC) 52 |
| Namco Museum DS                | 68.61%                                                          | 67                                          |
| Namco Museum Remix             | 55.05%                                                          | 49                                          |
| Namco Museum Virtual Arcade    | 68.94%                                                          | 63                                          |
| Namco Museum Essentials        | 66.25%                                                          | 64                                          |
| Namco Museum Megamix           | 60.33%                                                          | 53                                          |
| Namco Museum (Switch)          | 73.56%                                                          | 72                                          |

L'agost de 1996, Namco va reclamar unes vendes acumulades de 600.000 unitats de la sèrie Namco Museum només al Japó.
Els quatre crítics de Electronic Gaming Monthly va donar al Volume 1 a 8,125 sobre 10, citant l'excel·lent qualitat de l'emulació i l'interessant contingut del museu virtual. Mark Lefebvre va resumir que "Namco ha donat als jugadors el que sempre han estat demanant: títols antics." Next Generation així mateix, va felicitar la qualitat d'emulació i el museu virtual, i va concloure que per a aquells que estiguessin interessats en recopilacions retro, "això és tan bo com passa aquest tipus de coses". Van anotar quatre estrelles de cinc. Maximum li va donar tres sobre cinc estrelles, raonant que "D'una banda, es tracta d'una col·lecció de sis jocs clàssics indiscutibles, tres dels quals es troben entre els títols més influents de la història dels videojocs. D'altra banda, tots els jocs del disc té més de deu anys i és influent o no, sens dubte han passat molt per la seva data de venda. Pole Position potser hagués revolucionat el gènere de curses el 1982, però realment decidireu jugar-lo en lloc de Ridge Racer Revolution de 1996?" Mentre que GamePro va trobar que tots els jocs són ToyPop mantenen molta diversió, el crític va criticar l'absència de mostres de veu de Pole Position i va comparar el museu 3D de manera desfavorable amb el contingut de bonificació de Williams Arcade's Greatest Hits. Va concloure la recopilació per valer la pena de llogar-la com a mínim i, per tant, per als aficionats al joc retro.
Les revisions per al Volume 2 també es van anar de mitjanes a positives, encara que la majoria de crítics van considerar que la selecció de jocs era més feble que la del Volume 1. Els quatre crítics de Electronic Gaming Monthly van donar a Volume 2 un 7,125 sobre 10, amb els quatre punts que la compilació tenia dos o tres clàssics genuïns, les tres o quatre parts restants eren mediocres i massa obscures. No obstant això, no estaven d'acord amb quins jocs es van quedar en quin grup; per exemple, Dan Hsu va dir "Super Pac-Man fa pudor", mentre que Crispin Boyer va declarar "el millor motiu per comprar NM2" i "l'altura de l'evolució del comestible groc." Jeff Gerstmann de GameSpot van comentar de manera similar, "Mentre que Mappy, Xevious, Gaplus, i Super Pac-Man són infinitament jugables, els menys coneguts Grobda i Dragon Buster són mediocres en el millor dels casos." Va donar la compilació un 7,1 sobre 10, lloant l'encant dels antiquats gràfics i efectes de so i el joc encara potent. Next Generation va escollir Grobda, Dragon Buster, i Mappy com els jocs mediocres en la compilació, raonant "Tots són exemples de gèneres de jocs que han evolucionat més enllà d'aquests originals, i amb bones raons." Ells van anotar dos sobre cinc estrelles. En contradicció directa amb GameSpot i Next Generation, GamePro va dir que dels sis jocs, "el control feble de Super Pac-Man fa la major decepció, mentre que el joc d'espases d'acció/aventura de Dragon Buster i els trets de tancs ràpids de Grobda són el millor." Es va recomanar la recopilació de "aquells que gaudeixen d'un joc senzill i clàssic".
Volume 3 va continuar la tendència de revisions cada vegada més mixtes per a la sèrie. Jeff Gerstmann i Next Generation tots dos van comentar que Dig Dug, Ms. Pac-Man, i Galaxian són genuïns clàssics, Pole Position II és bo, però pateix l'absència dels clips de veu de la versió arcade, The Tower of Druaga ha envellit malament, i Phozon va ser un joc terrible per començar. No obstant això, mentre Gerstmann va concloure la col·lecció com "una pèrdua real" després dels dos primers volums, va aconsellar als jugadors que ho ignoressin, donant-li un 5,6 sobre 10, Next Generation va concloure que "el nombre de clàssics reals de Volume 3 superen els que mai haurien de ser desenterrats", i li van donar tres sobre cinc estrelles. GamePro va aprovar tant el conjunt de jocs com la qualitat de l'emulació, i el Volume 3 "diversió arcade imprescindible".
Volume 4 va experimentar una caiguda especialment pronunciada en la posició crítica de la sèrie, amb la majoria de crítics que van acceptar que entre els cinc jocs inclosos, només Ordyne i Assault valien la pena. Gerstmann li va donar un 4,5 sobre 10, i va dir que la col·lecció "és simplement depriment. Conté cinc jocs, i la majoria d'ells són jocs poc coneguts per alguna raó." L'anàlisi de Electronic Gaming Monthly va ser dividit uniformement: Shawn Smith i Crispin Boyer, votant cadascun 6,5 sobre 10, van trobar el interessant contingut del museu i els dos o tres jocs divertits fan que la col·lecció valgués la pena, mentre que Dan Hsu i Sushi -X li van donar un 5.0 i van dir que era una decepció en comparació amb els volums anteriors. Tan Gerstmann com GamePro van comentar que els primers tres volums de Namco Museum havien esgotat el concepte de sèrie i el retard de Namco de veritables clàssics, i que Namco havia de deixar que la sèrie acabés amb Volume 3.